# O Mágico
L'illusionniste (em inglês:  The Illusionist; no Brasil e em Portugal, O Mágico) é um filme de animação franco-britânico de 2010, com argumento e realização de Sylvain Chomet, baseado numa obra inédita de Jacques Tati. Estreou-se no Festival de Berlim em 16 de fevereiro de 2010.

## Sinopse
No final dos anos 1950, com o nascimento do rock'n'roll, o mundo do music hall tende a desaparecer. Um velho mágico considera-se um artista em vias de extinção e, por isso, abandona as salas de espetáculo parisienses para tentar a sua sorte em Londres. Porém, o cenário que encontra nessa cidade é, infelizmente, o mesmo. Entretanto, ele continua os seus espetáculos por teatros e bares, agora no Reino Unido. Até que um dia ele conhece uma jovem rapariga chamada Alice, num pub de uma vila escocesa, que vai mudar a sua vida.

## Premiações
O filme teve numerosas nomeações, tendo vencido os seguintes prémios:
Prémios do Cinema Europeu de 2010
- Melhor filme de animação

National Board of Review de 2010
- Prémio Spotlight

Prémios New York Film Critics Circle de 2010
- Melhor filme de animação

César de 2011
- Melhor filme de animação